# NGC 7737
NGC 7737 је лентикуларна галаксија у сазвежђу Пегаз која се налази на NGC листи објеката дубоког неба.
Деклинација објекта је + 27° 3' 9" а ректасцензија 23h 42m 46,3s. Привидна величина (магнитуда) објекта NGC 7737 износи 13,9 а фотографска магнитуда 14,8. NGC 7737 је још познат и под ознакама UGC 12745, MCG 4-55-48, CGCG 476-118, PGC 72182.